# Brandstütze

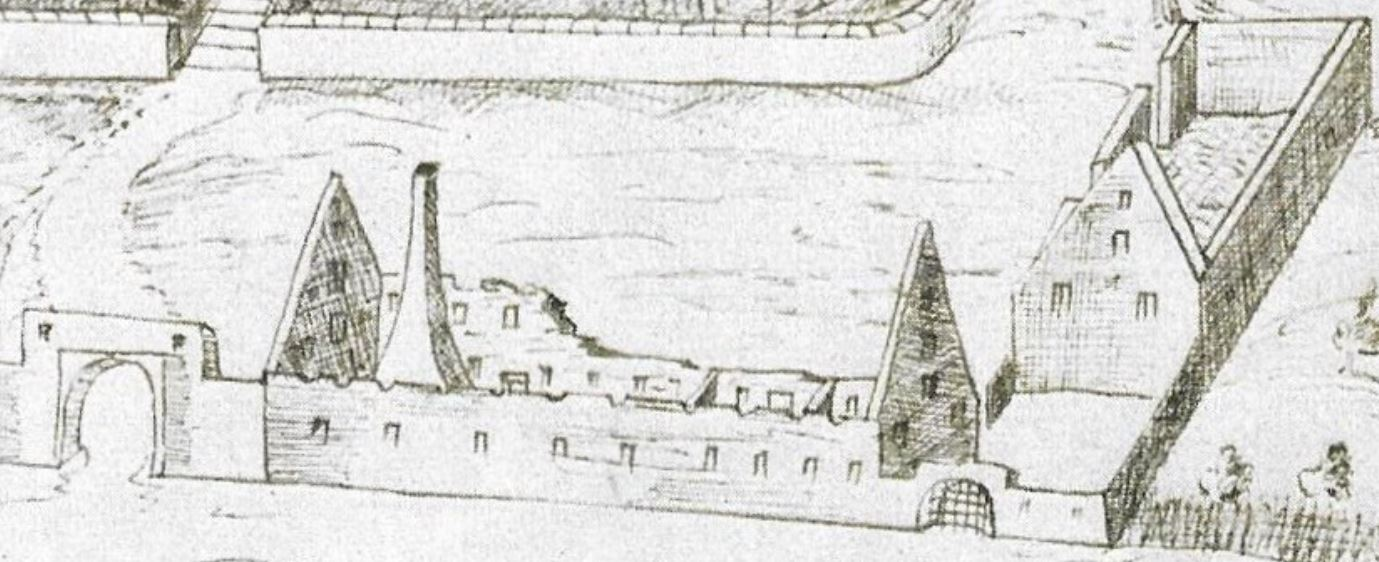
Beispiel eines früher als „Brandstütze“ bezeichneten Gebäuderestes (Allodium Cronheim)

Eine Brandstütze ist ein frühneuhochdeutscher Begriff für einen stehengebliebenen Überrest eines Gebäudes nach einem Brand oder einer Feuersbrunst.